# Скоморошки (Минская область)
Скоморо́шки (бел. Скамарошкі) — деревня в Старосверженском сельсовете Столбцовского района Минской области Беларуси.
Первое упоминание — 1568 год.

## Географическое положение
Деревня расположена на левом берегу реки Залужанка (длина реки 12 км.). Имеется пруд со стороны д. Казейки и озеро со стороны д. Старый Свержень
Расстояние до райцентра — города Столбцы — 13 км. До областного центра — Минска — 139 км. Рядом с населённым пунктом проходит дорога г. Столбцы, Минской обл. - г. п. Мир, Гродненской области. По обе стороны деревни пролегают трассы Минск-Брест (старая и новая шоссейные дороги).

## Демография
По состоянию на 2020 год:
- число личных хозяйств — 126;
- численность постоянно проживающего населения — 290, в том числе моложе трудоспособного 48, трудоспособного 160, старше трудоспособного 82.

## Хозяйствующие объекты
ОАО «Агронеманский» (мехдвор, склады, пилорама)
СООО «Мясопродукт»

## Торговое обслуживание
Магазин Столбцовского РайПО

## Достопримечательность
- Приход храма Великомученика Георгия Победоносца. Храм восстановлен в 1995 г.